# М. Найт Ш'ямалан
М. Найт Ш'ямалан (англ. M. Night Shyamalan; нар. 6 серпня 1970, Пондішері, Індія) — американський режисер, сценарист, актор та продюсер індійського походження, відомий своїми психологічними й містичними трилерами, такими як «Шосте чуття» (1999, режисер, сценарист, актор), «Невразливий» (2000, режисер, сценарист), «Знаки» (2002, режисер, сценарист, актор), «Таємничий ліс» (2004, режисер, сценарист), «Явище» (2008, сценарист, продюсер), фільмами-фентезі «Останній володар стихій» (2010, режисер, сценарист, продюсер), «Після нашої ери» (2013, режисер, сценарист) та іншими.

## Доробок
| 1992 | Люта молитва            | Green tick | Green tick | Green tick | Green tick |
| 1998 | Пробудження             | Green tick | Green tick |            |            |
| 1999 | Стюарт Літтл            |            | Green tick |            |            |
| 1999 | Шосте відчуття          | Green tick | Green tick |            | Green tick |
| 2000 | Невразливий             | Green tick | Green tick | Green tick | Green tick |
| 2002 | Знаки                   | Green tick | Green tick | Green tick | Green tick |
| 2004 | Таємничий ліс           | Green tick | Green tick | Green tick | Green tick |
| 2006 | Дівчина з води          | Green tick | Green tick | Green tick | Green tick |
| 2008 | Явище                   | Green tick | Green tick | Green tick | Green tick |
| 2010 | Останній володар стихій | Green tick | Green tick | Green tick | Green tick |
| 2010 | Диявол                  |            | Green tick | Green tick |            |
| 2013 | Після нашої ери         | Green tick | Green tick | Green tick |            |
| 2015 | Візит                   | Green tick | Green tick | Green tick |            |
| 2015 | Вейворд Пайнс           | Green tick |            | Green tick |            |
| 2016 | Спліт                   | Green tick | Green tick | Green tick | Green tick |
| 2019 | Скло                    | Green tick | Green tick | Green tick | Green tick |
| 2019 | Дім з прислугою         | Green tick |            | Green tick | Green tick |
| 2021 | Час                     | Green tick | Green tick | Green tick |            |
| 2023 | Стукіт у двері          | Green tick | Green tick | Green tick | Green tick |
| 2024 | Западня                 | Green tick | Green tick | Green tick | Green tick |
| 2026 | Залишайся               | Green tick | Green tick | Green tick |            |